# Bernhard Rössner
Bernhard Rössner (* 15. Oktober 1946 in München; auch Bernd Rößner) ist ein ehemaliges Mitglied der terroristischen Vereinigung Rote Armee Fraktion (RAF). Er wird der zweiten Generation zugerechnet, war 1975 an der Geiselnahme von Stockholm beteiligt und wurde 1977 unter anderem wegen zweifachen Mordes zu lebenslanger Haft verurteilt. 1994 wurde er begnadigt.

## Leben
Bis 1974 absolvierte Bernhard Rössner eine Ausbildung im Frankfurter Bühnenstudio Heidi Höpfner für Pantomime, Improvisation und Etüden. Er brach diese Ausbildung ab. Im April 1973 nahm Rössner gemeinsam mit den späteren RAF-Mitgliedern Karl-Heinz Dellwo, Christine Dümlein, Wolfgang Beer und Christa Eckes an der Besetzung des Hauses Ekhofstraße 39 in Hamburg teil. Die Besetzung, die sich als Protest gegen Mietwucher und Gebäudeabriss mit der Forderung nach sozialem Wohnraum verstand, wurde auch von Susanne Albrecht unterstützt, die später mit Rössner, Karl-Heinz Dellwo und Christine Dümlein für kurze Zeit zusammenwohnte. Am 23. Mai 1973 wurde die Besetzung von der Polizei gewaltsam beendet und Rössner zusammen mit anderen Besetzern kurzzeitig inhaftiert. Es bildete sich ein Komitee zur Unterstützung der Festgenommenen. Ein Teil der Angehörigen dieses Komitees schloss sich 1974 dem Hamburger Komitee gegen die Folter an den politischen Gefangenen in der BRD an, darunter auch Bernd Rössner. Am 13. September 1974 begann der dritte Hungerstreik von RAF-Gefangenen, der bis zum 5. Februar 1975 andauerte. Nach dem Tod des am Hungerstreik beteiligten Holger Meins am 9. November 1974 setzten sich Rössner und Dellwo vom Komitee ab und gingen in die Illegalität.
Am 24. April 1975 war Rössner zusammen mit Dellwo an der Geiselnahme von Stockholm beteiligt. Rössner wurde später verdächtigt, dabei zwei Geiseln, den Wirtschaftsattaché Heinz Hillegaart und den Militärattaché Oberstleutnant Andreas von Mirbach, ermordet zu haben. Die Geiselnahme endete mit der Explosion einer von den Geiselnehmern angebrachten Sprengladung, deren Ursache ungeklärt blieb und die das Gebäude in Brand setzte.
Rössner wurde verhaftet und kurze Zeit später an die Bundesrepublik Deutschland ausgeliefert. Am 20. Juli 1977 verurteilte ihn das Oberlandesgericht Düsseldorf wegen zweifachen Mordes zu lebenslanger Haft. Im sogenannten Deutschen Herbst versuchte die RAF, Rössner und andere Gefangene durch die Schleyer-Entführung freizupressen. Rössner blieb in Haft. Er nahm an mehreren Hungerstreiks teil. Während seiner Haftzeit erkrankte Rössner lebensgefährlich. Seine Haftbedingungen bis in die 1990er-Jahre bezeichneten er und seine Anwälte als Isolation. Der zehnte Hungerstreik von 47 RAF-Gefangenen vom 1. Februar bis zum 12. Mai 1989 war unter anderem mit der Forderung verbunden, Bernd Rössner zu entlassen, weil die gesundheitliche „Wiederherstellung […] unter Gefängnisbedingungen ausgeschlossen ist.“ Im Herbst 1992 wurde dem schwerkranken Rössner von der damaligen Justizministerin Leutheusser-Schnarrenberger 18 Monate Strafaufschub gewährt. Im Frühling 1994 wurde er vom damaligen Bundespräsidenten Richard von Weizsäcker begnadigt. In einem ZDF-Interview sprach Rössner 2007 von einem Krieg, in dem es eben Opfer gebe. Von seinen Taten distanzierte er sich nicht. Clais von Mirbach, Sohn des erschossenen Attachés, erklärte daraufhin, dass er sich wünsche, „dass die Öffentlichkeit solchen Selbstverklärungen und Verharmlosungen entschiedener entgegenträte.“